# Церква Санто-Домінго (Сорія)
Церква Санто Домінго (Сорія) ( ісп. Iglesia de Santo Domingo (Soria) ) — храм романської доби у місті Сорія, один з найкращих зразків романської храмової архітектури у Іспанії.

## Передісторія

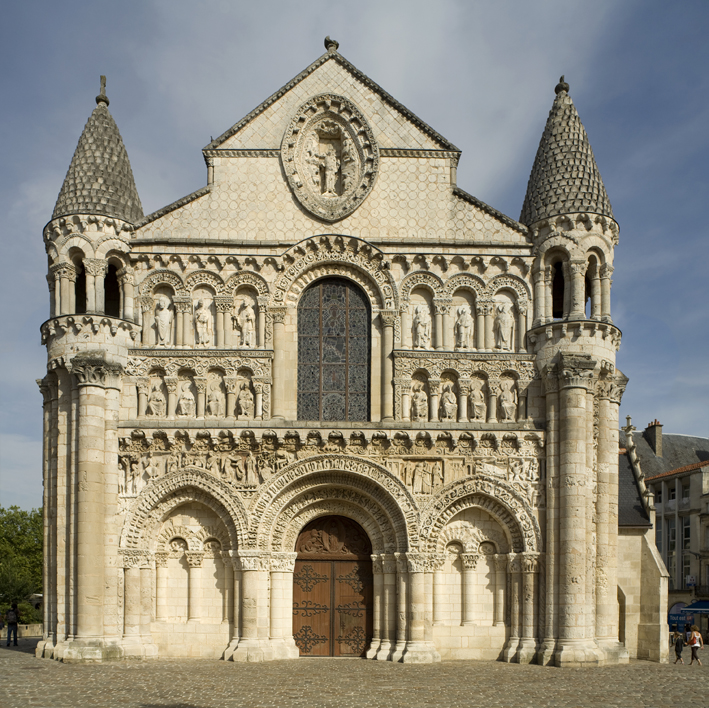
Нотр Дам ля Гранд з Пуатьє

Первісно це була церква Санто Томе. Король  Альфонсо VIII був у віці три роки, коли волею обставин успадкував трон Кастилії. Дві впливові родини (Кастро та Лара) суперничали за патронат над малюком з королівської родини. Офіційно патроном (регентом) був його дядько Фердинанд ІІ Леон. Аби припинити розбрат і врятувати малюка з королівської родини, керівництво міста Сорія сховало у себе дитину до повноліття. Дорослий Альфонсо організував урочистості з нагоди шлюбу з Елеонорою Англійською 1170 року. З нагоди весілля і в подяку за прихисток у місті Сорія він дав наказ оновити стару церкву міста та створити більшу з трьома навами. Елеонора за матір'ю мала права власності на графство Аквітанія на західному узбережжі Франції і котре формально було посагом за нареченою. Однак заволодіти Аквітанією йому не судилося. Тим не менше зв'язки з Пуату були і це пояснює, чому оновлена церква у Сорія має впливи на власну архітектуру від церкви Нотр Дам ля Гранд з Пуатьє, особливо в головному фасаді.
Нова церква у Сорія вийшла у спрощеному варіанті у порівнянні з Нотр Дам ля Гранд, але більш гармонійною за силуетом і позбавленою низки зайвих і дріб'язкових деталей.

## Опис храму

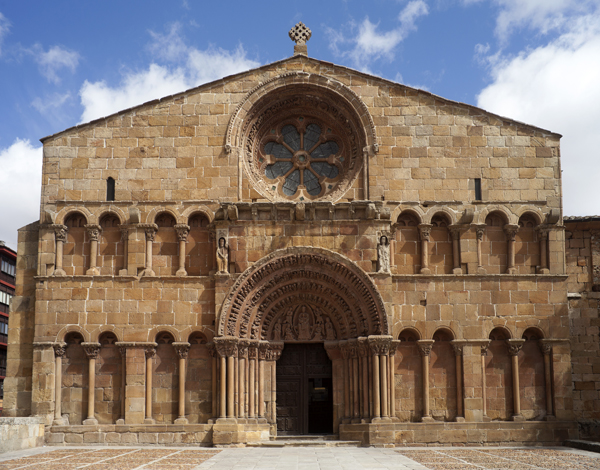

Формально головний фасад церкви у Сорія має ті ж деталі, що і його прообраз у Пуатьє: колонади, фронтон, мандорла. Але іспанські будівничі відмовились від двох веж на фасаді, від трьох порталів, залишивши один парадний, мандорлу перемістили з тимпану фронтону на тимпан парадного портала. Парадний портал поєднаний з аркадою верхнього ярусу двома бічними скульптурами, котрі, однак, не акцентовані і не головують на головному фасаді. Тричастинність французького зразка на фасаді церкви у Сорія не помітна. Аби збагатити головний фасад, у Сорія наважились на створення круглого вікна-троянди, важкого технологічно і котрого не мав навіть фасад Нотр Дам ля Гранд з Пуатьє, де створили просте напівциркульне вікно.
Церква має декілька частин, створених у різні будівельні періоди. Від церкви Санто Томе зберегли первісний ярус і гранчасту вівтарну частини. Збережена від неї також вежа на північному фасаді, що слугує дзвіницею. Верхній ярус стін вибудували у 16 століття. В 16 столітті церква була віддана новому монастирю отців домініканців. 
Все це створило доволі індивідуальний образ храму, художній образ котрого високо оцінили. Так, Гай Нуну писав, що її декоративні деталі найбільш розроблені, а архітектурний образ вийшов найбільш стилістично цілісним і гармонійним на Іберійському півострові.

## Храмові фасади та декор

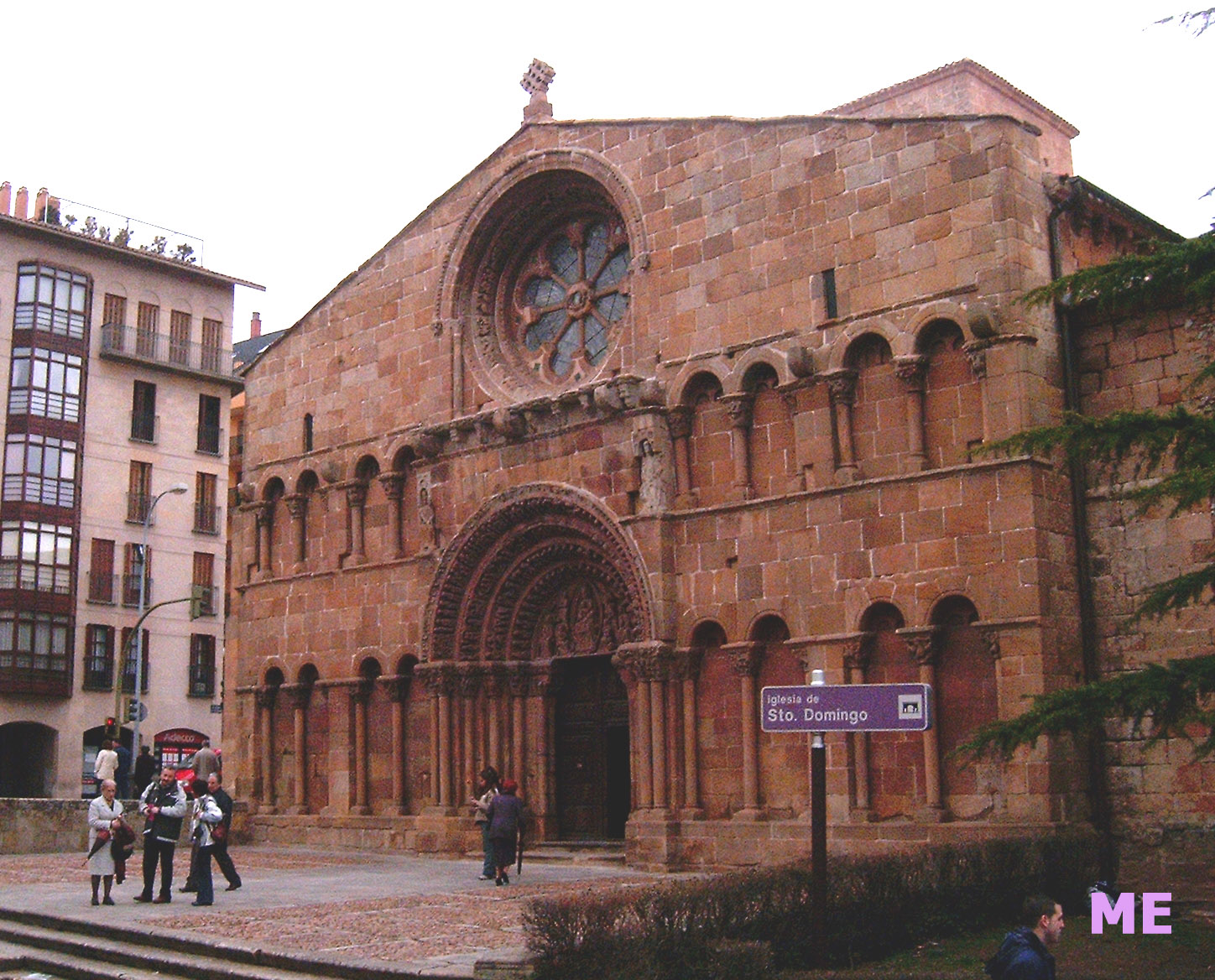
Головний фасад на площу

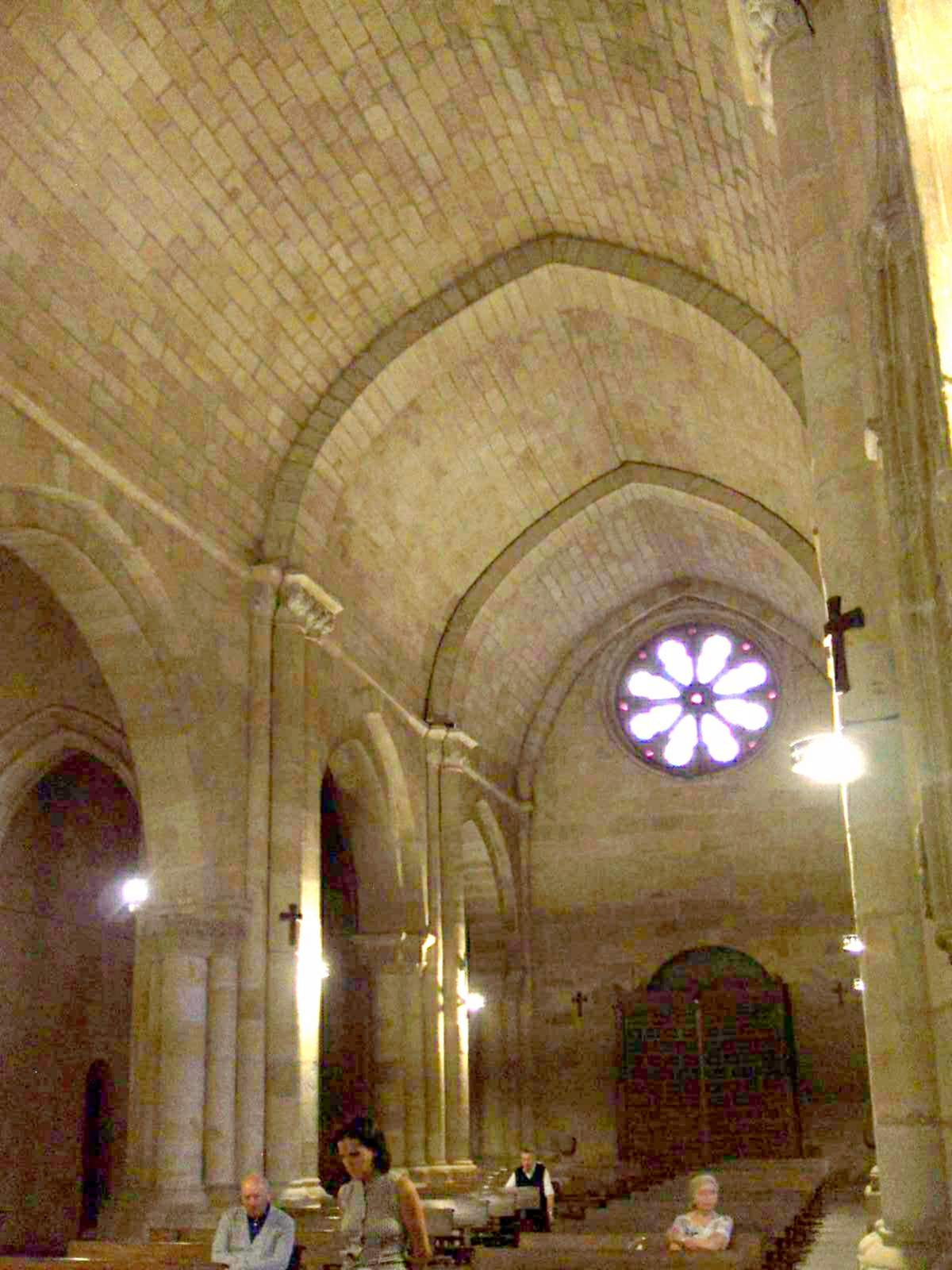
Склепіння головної нави

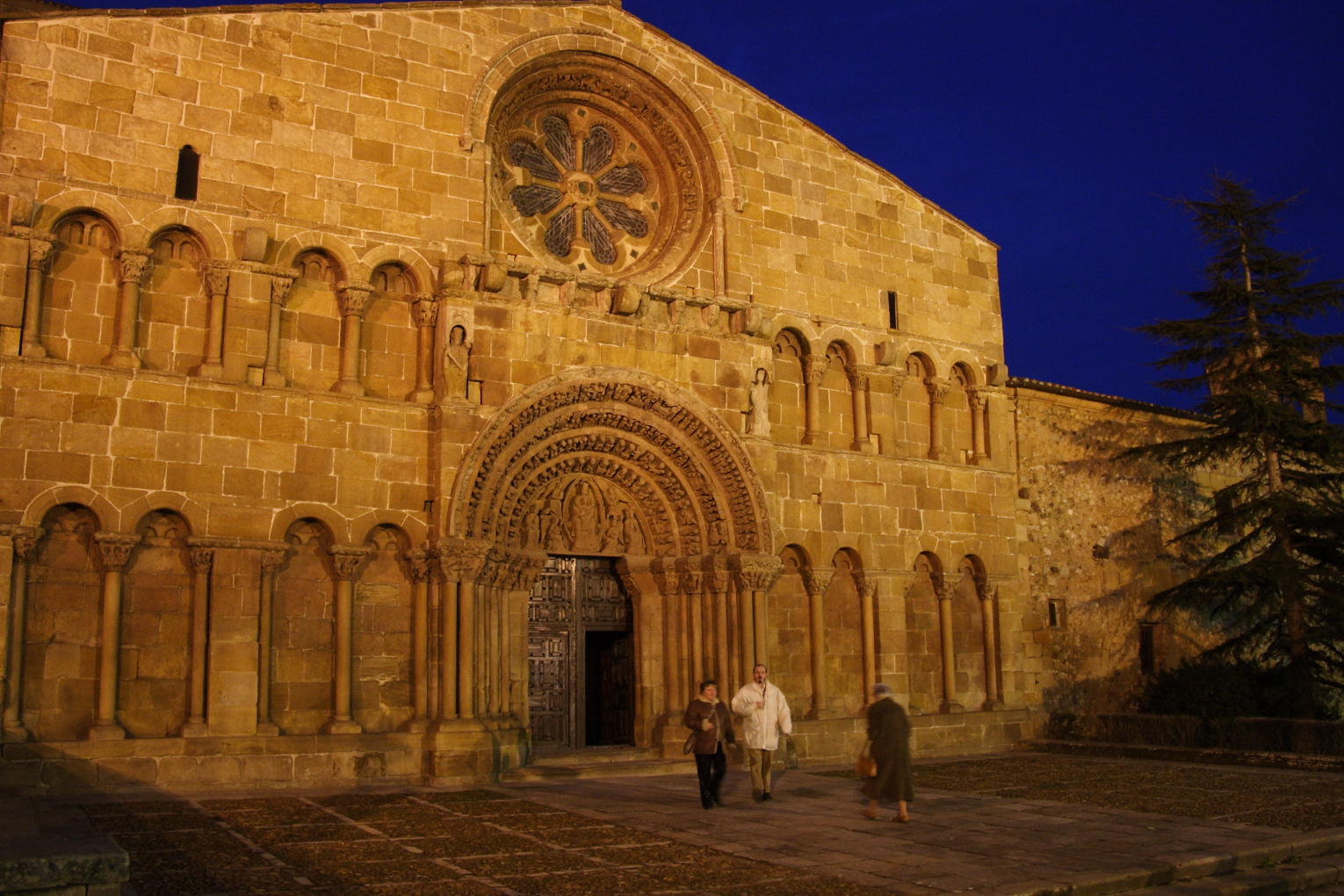
Головний вхід
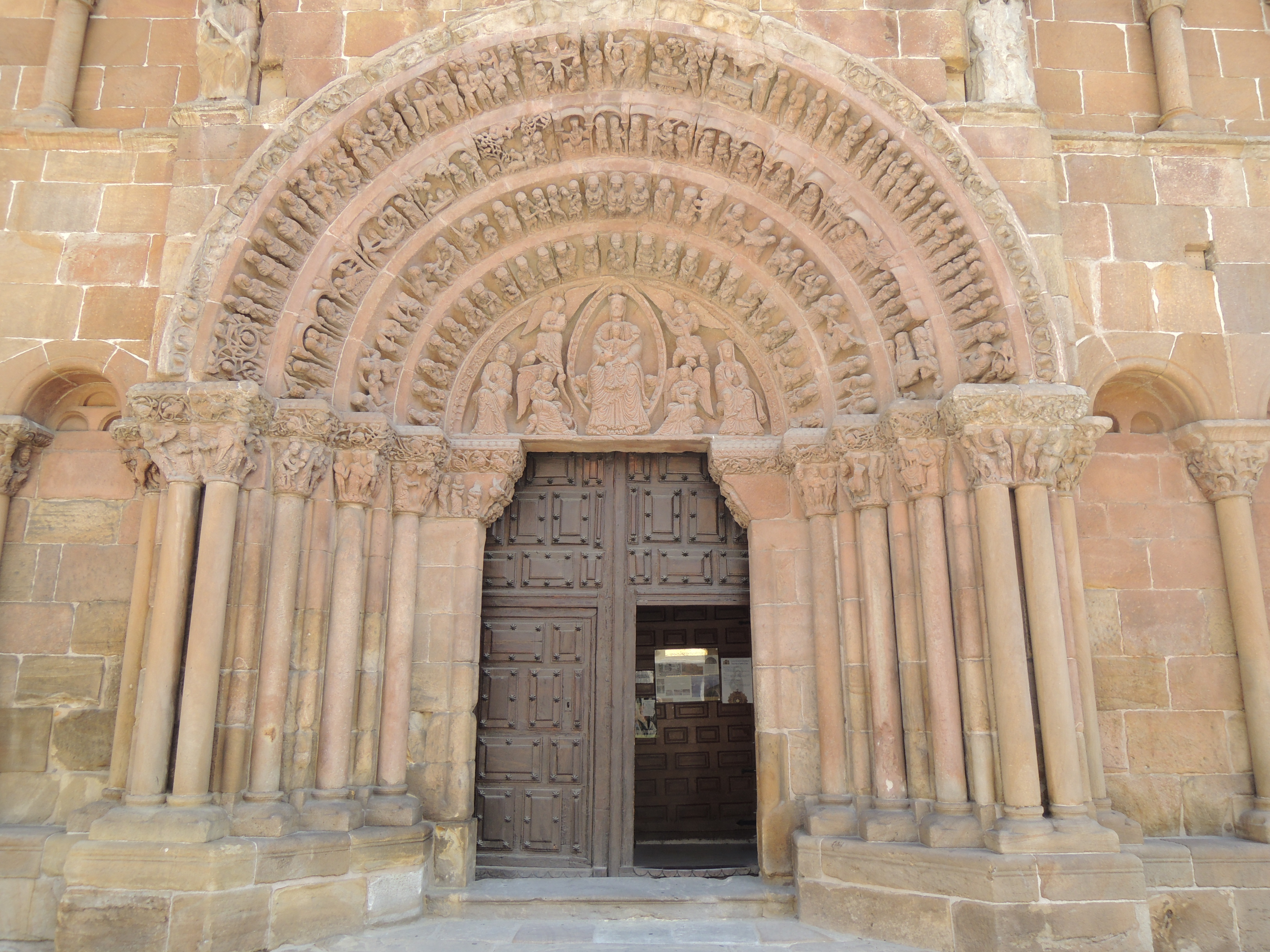
Портал
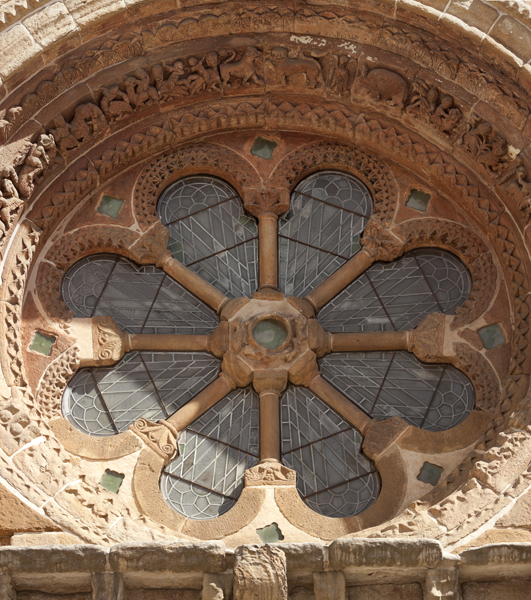
Вікно-троянда
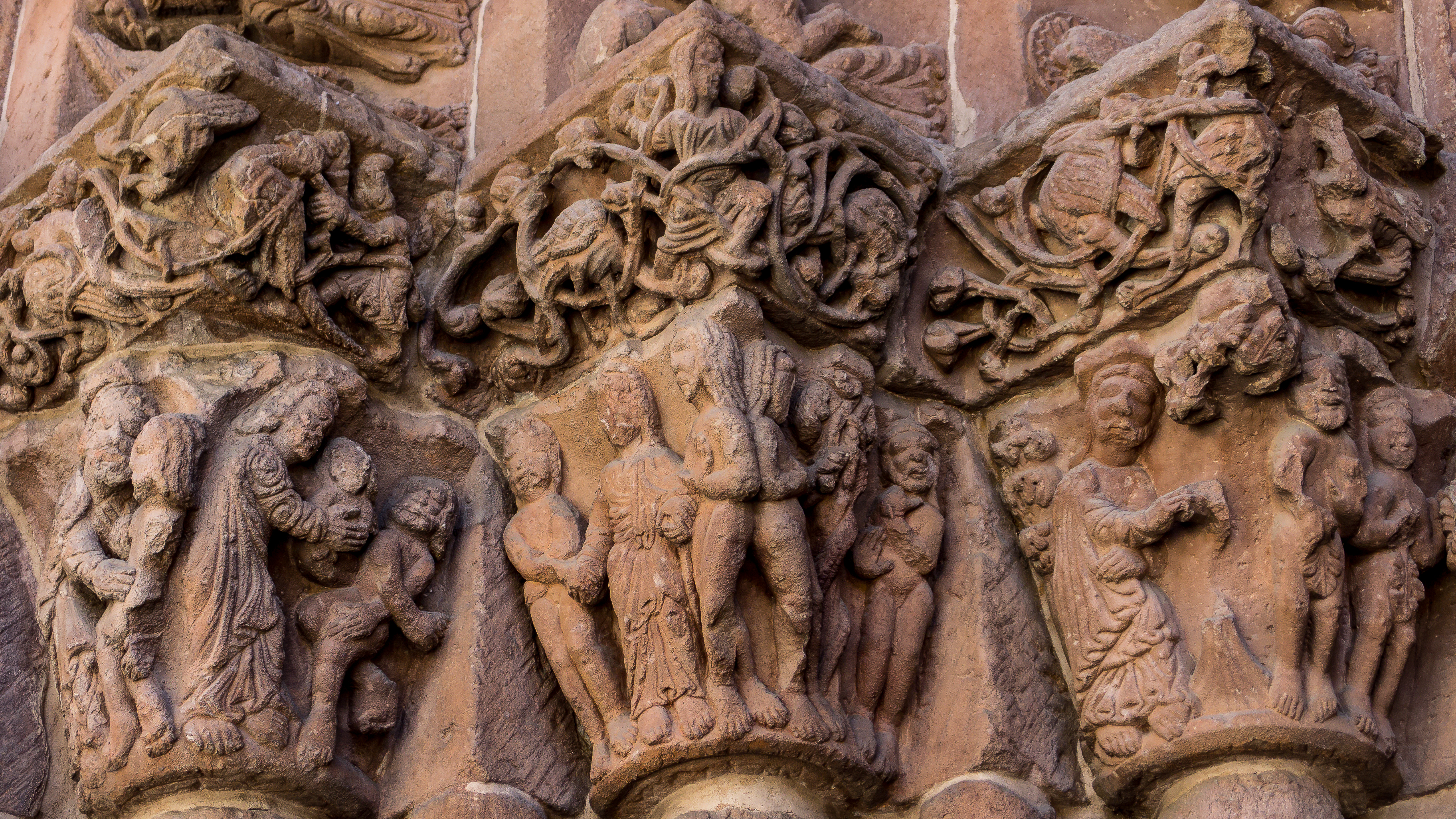
Сюжетні капітелі порталу
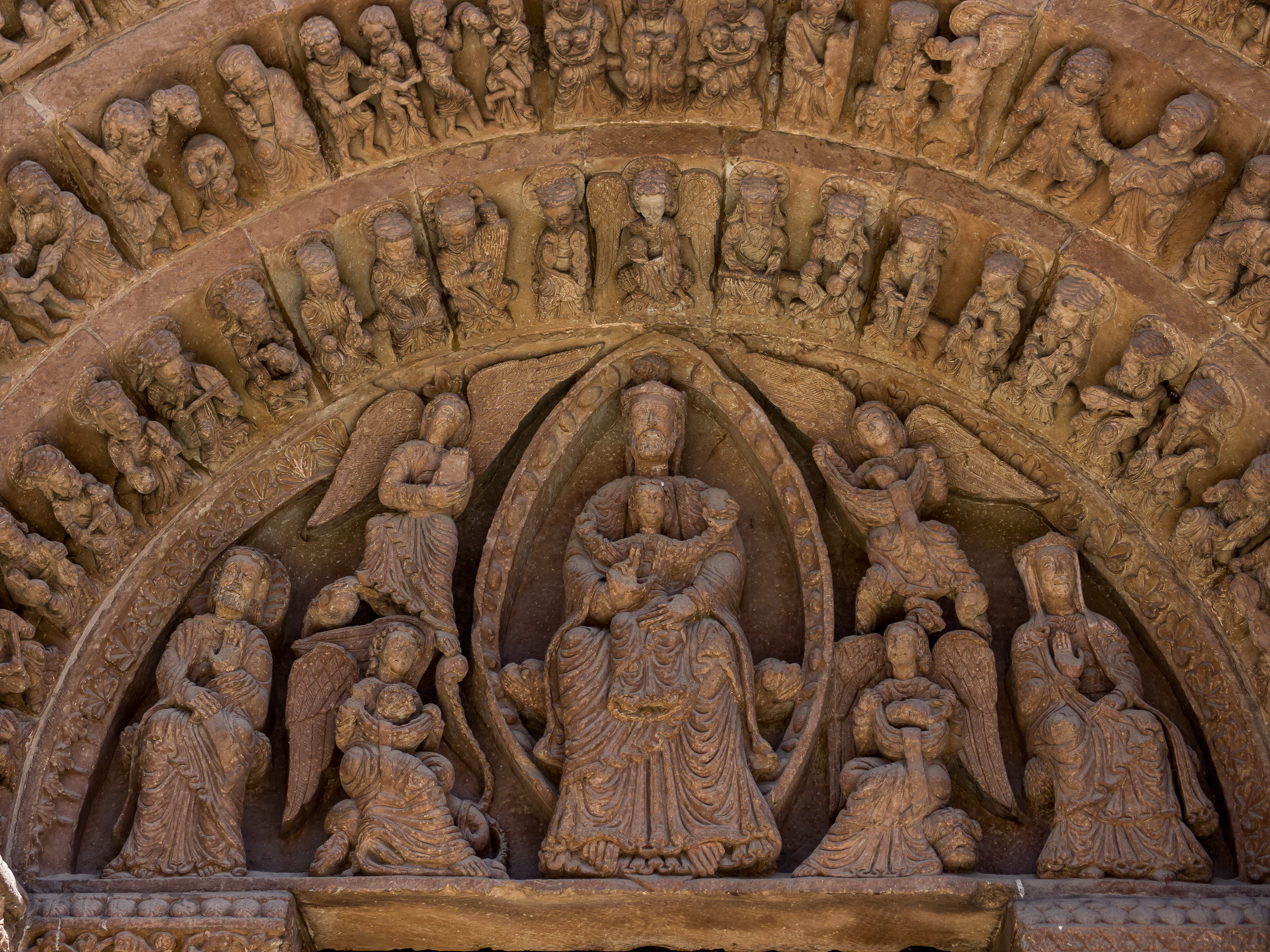
Бог-отець і Христос замість Богородиці у тимпані (іспанська особливість)
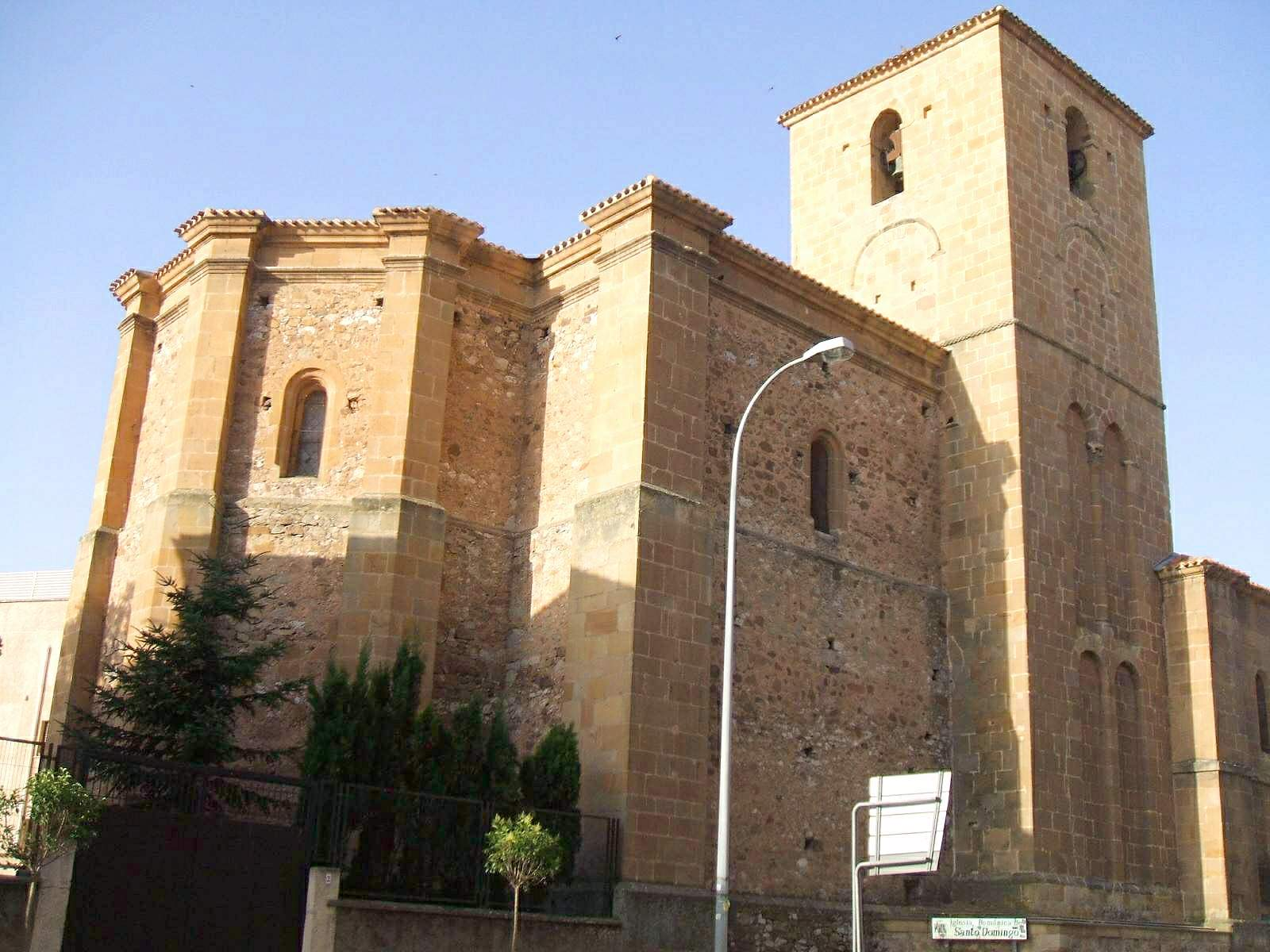
Гранчаста абсида і дзвіниця
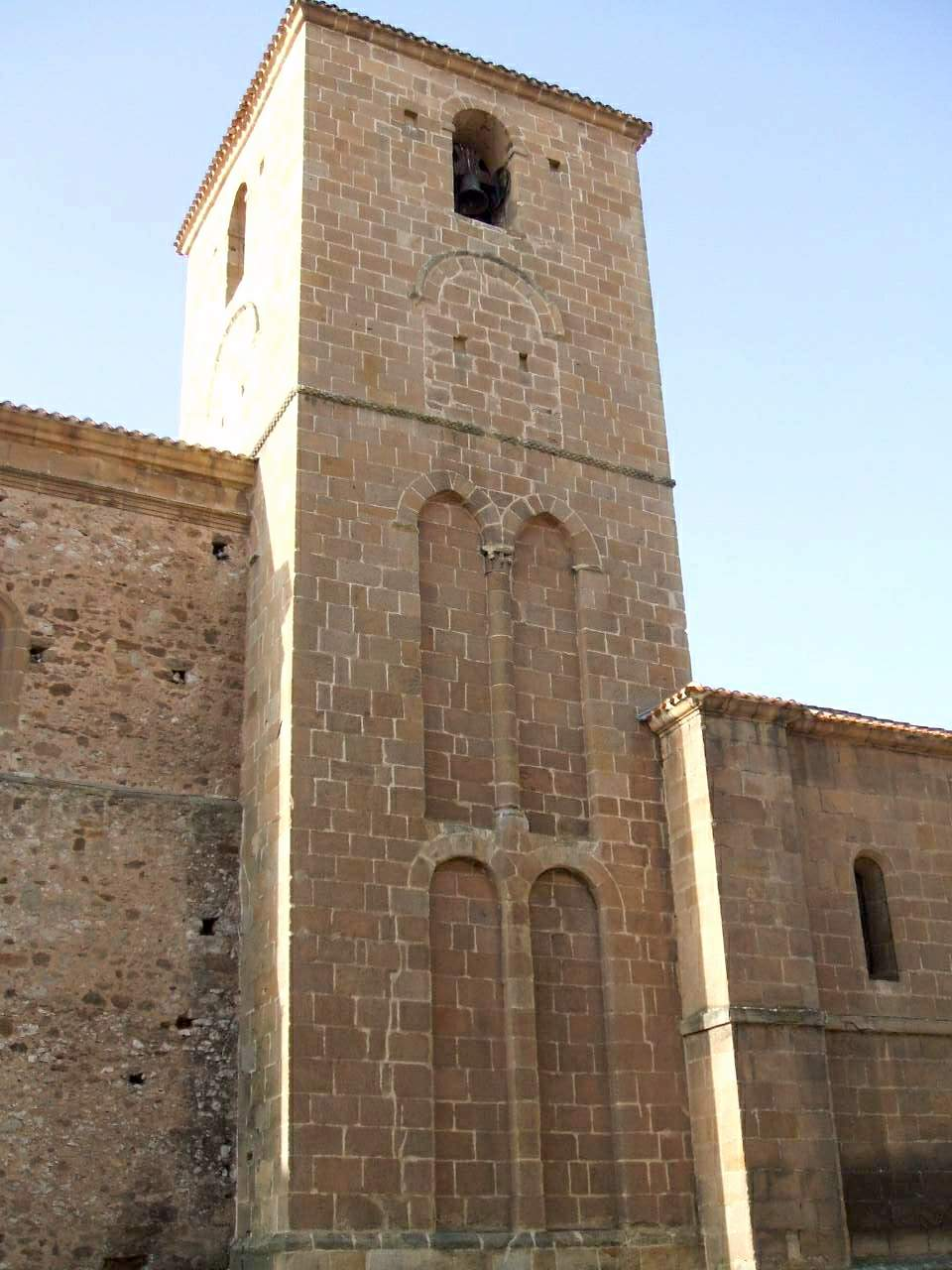
Фасад дзвіниці без контрфорсів
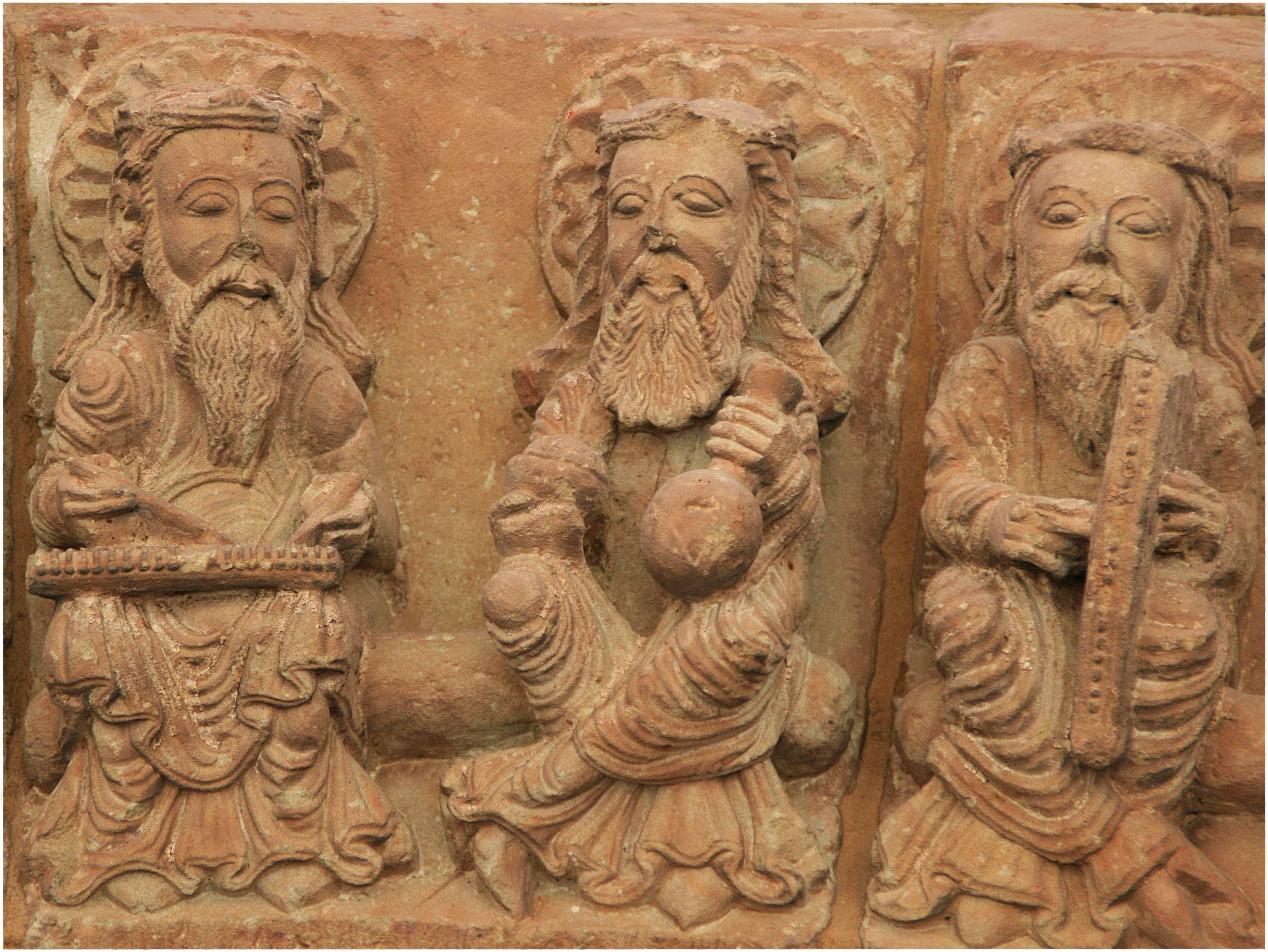
Музи́ки
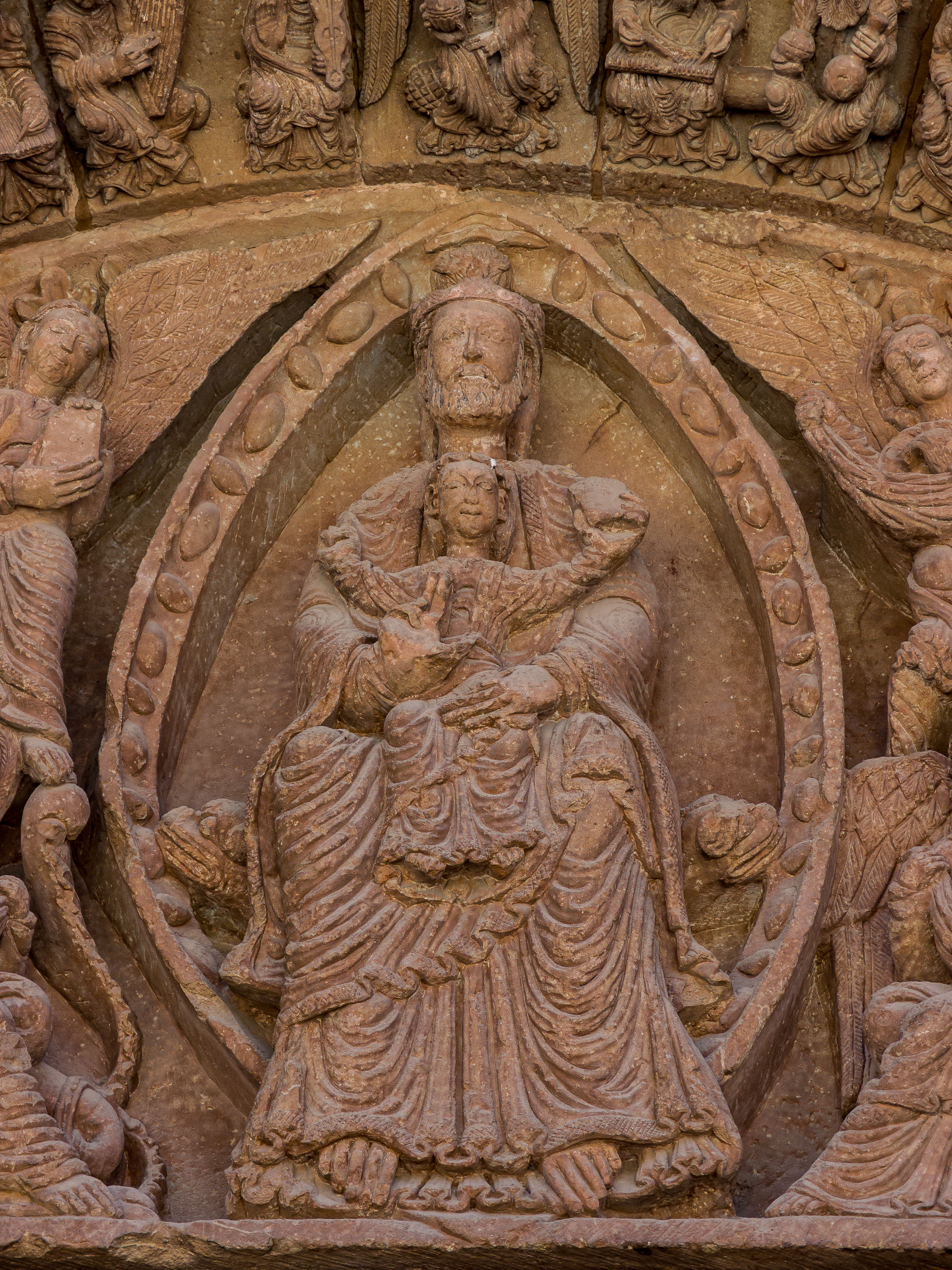
Мандорла
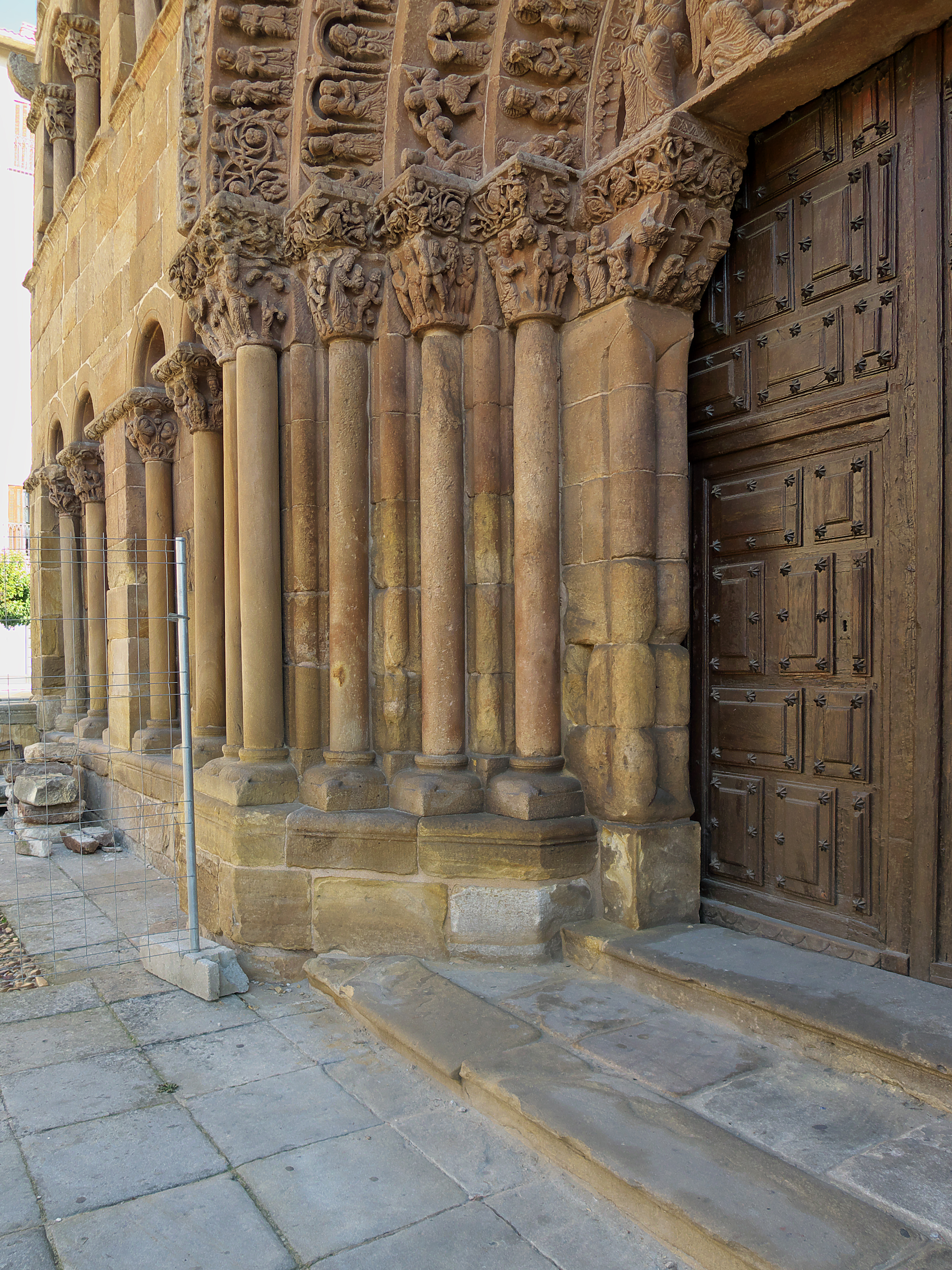
Кути порталу
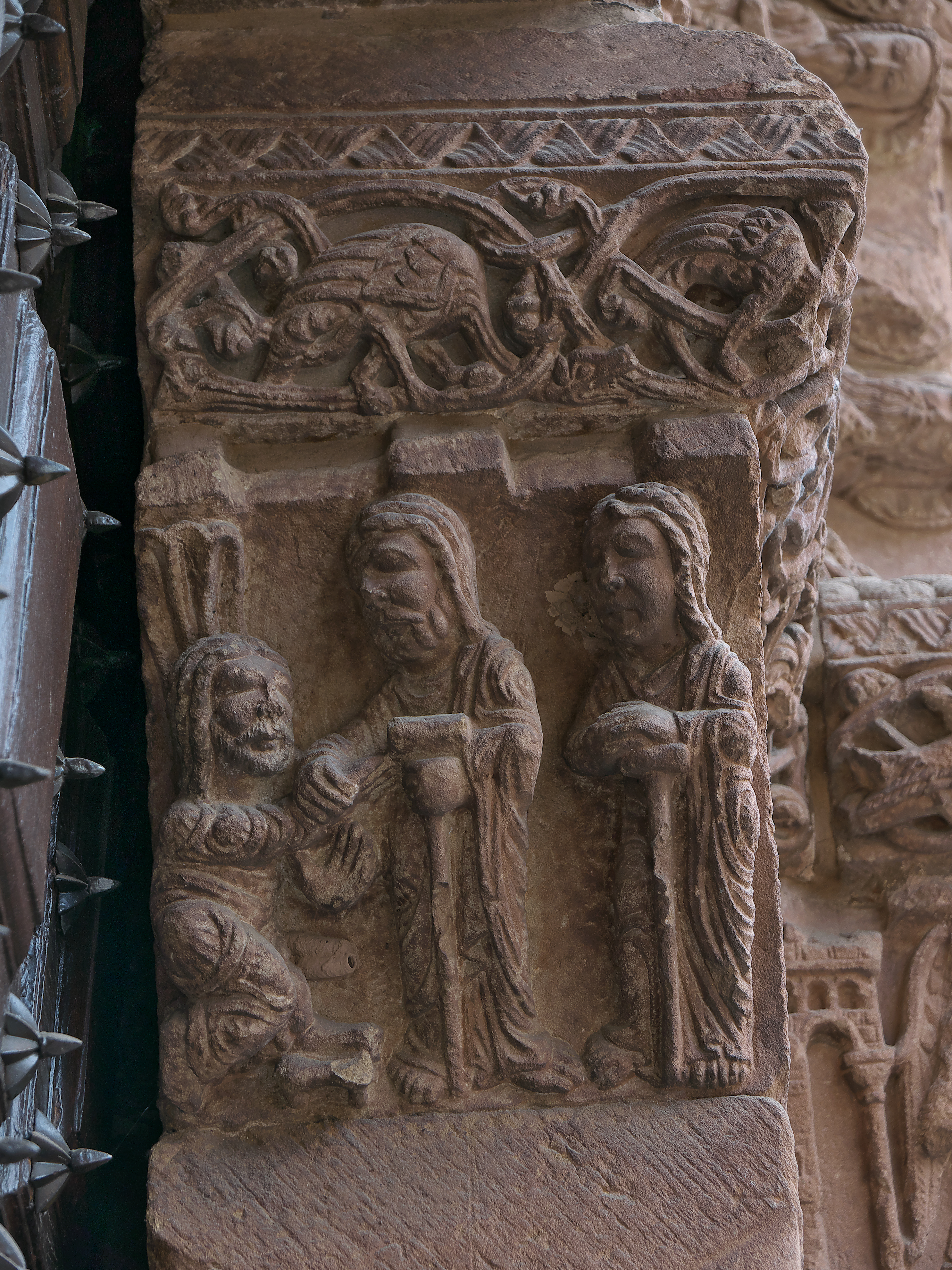
Рельєф «Лікування паралічного»
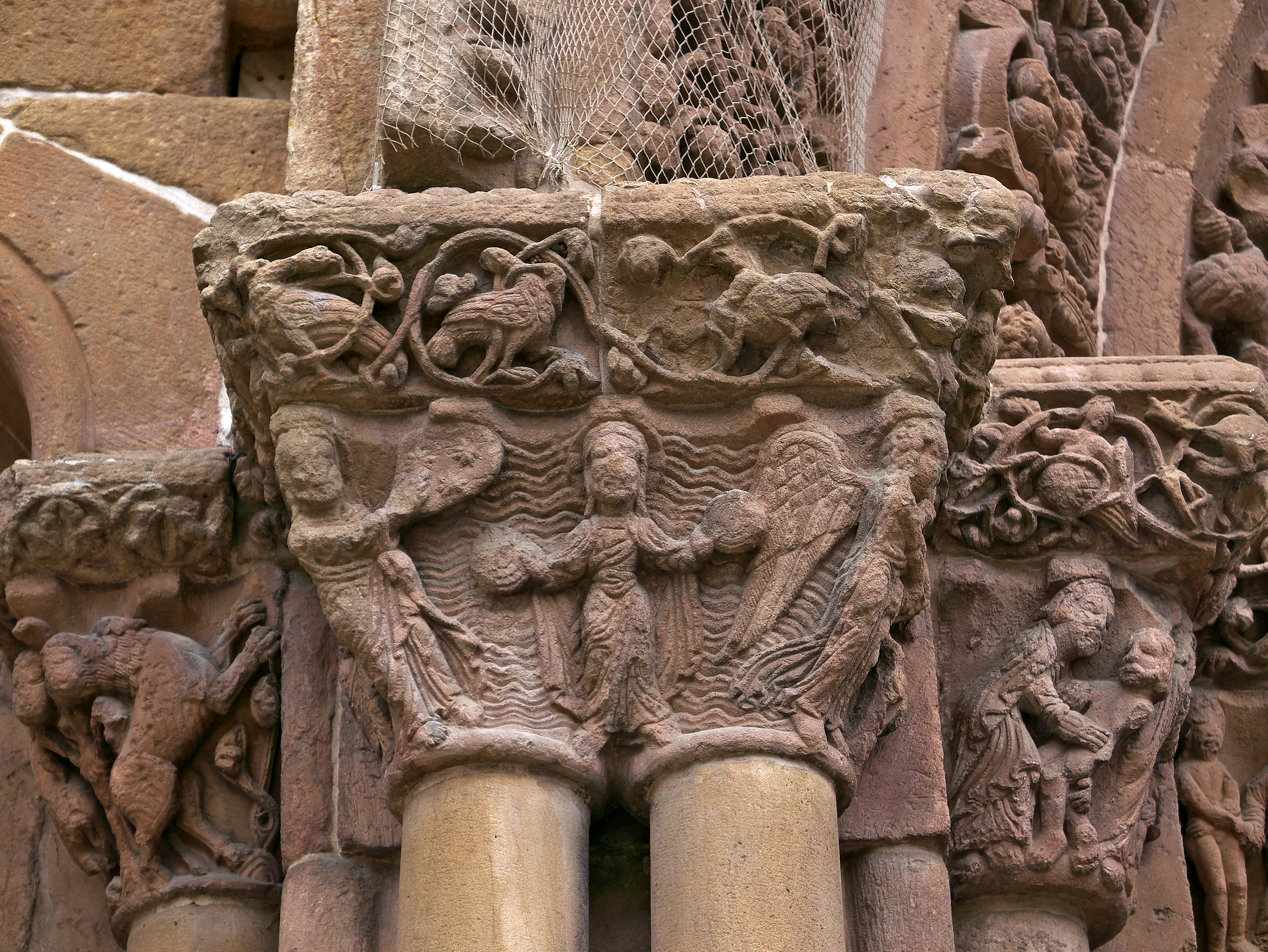
Капітелі доби романики

## Інтер'єри

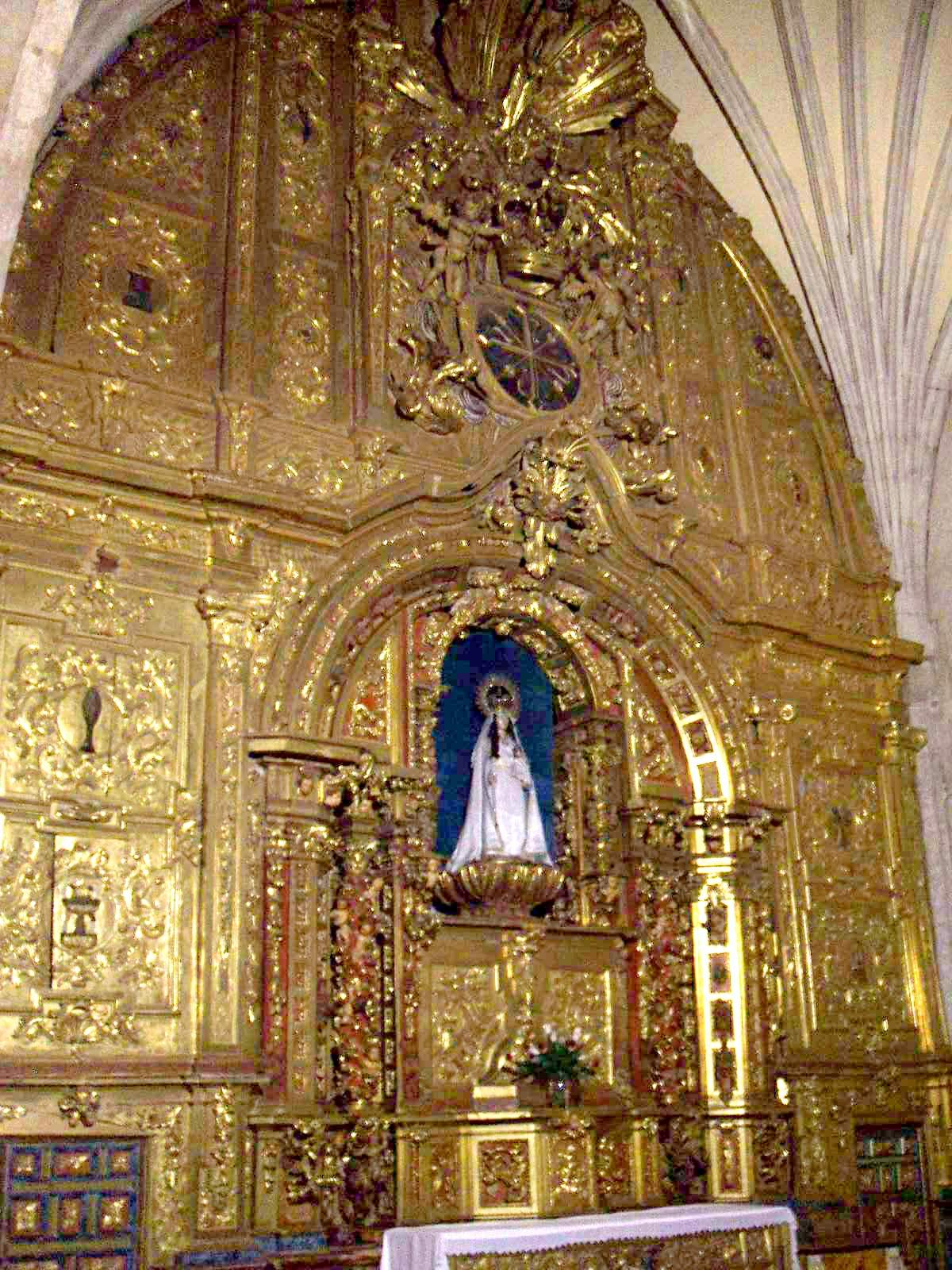
Бароковий бічний вівтар

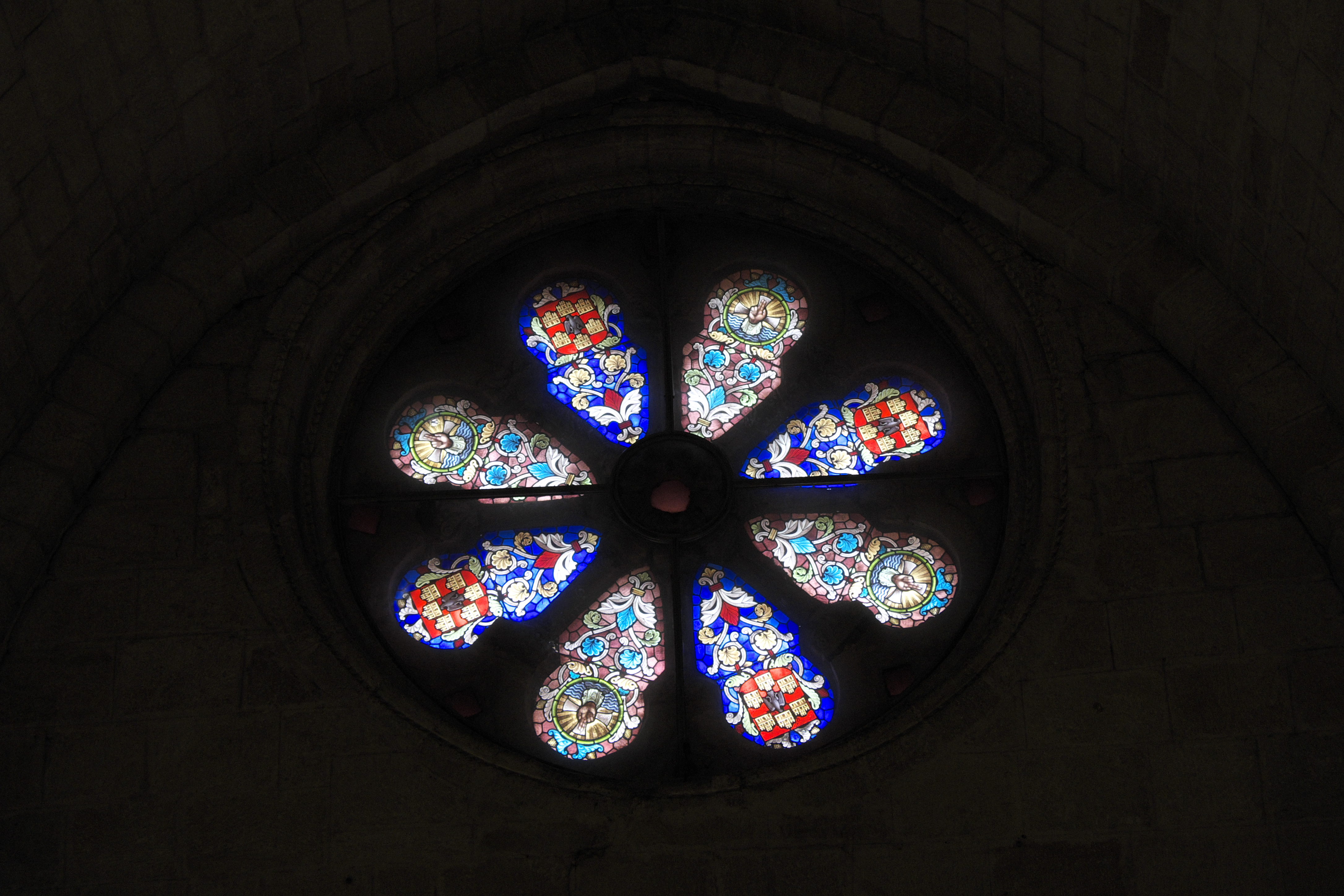
Вітраж у вікні-троянді
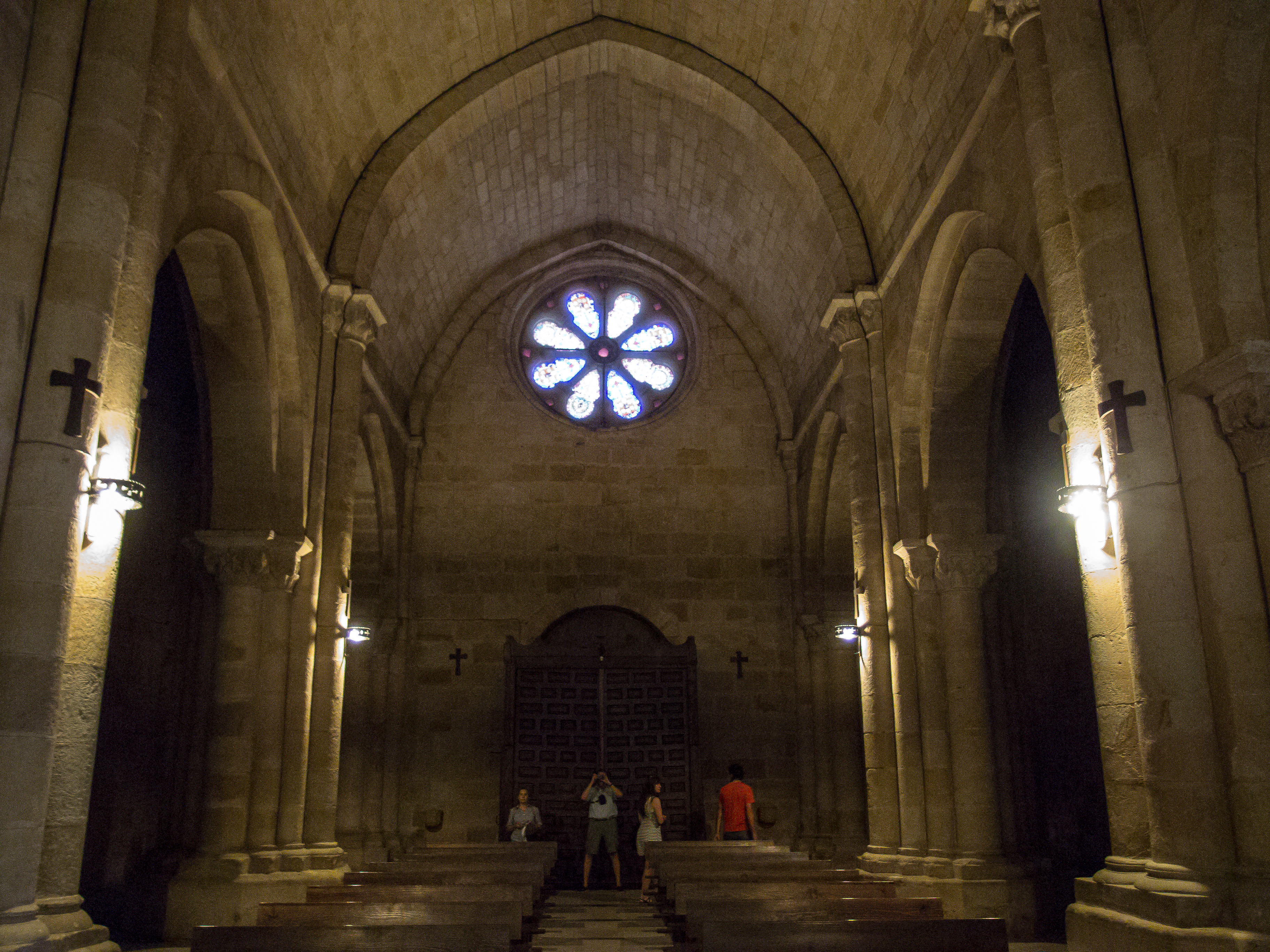
Вікно-троянда над головним входом
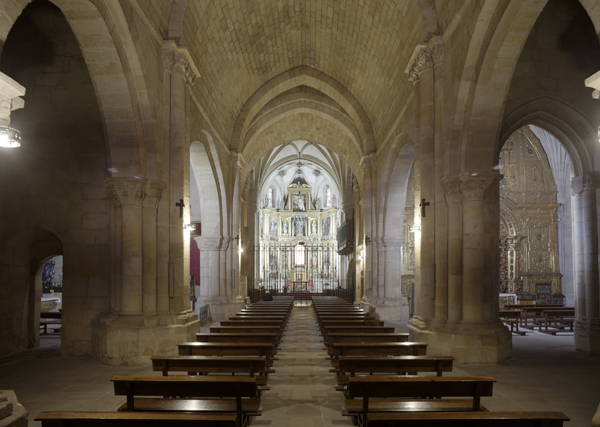
Головна нава церкви
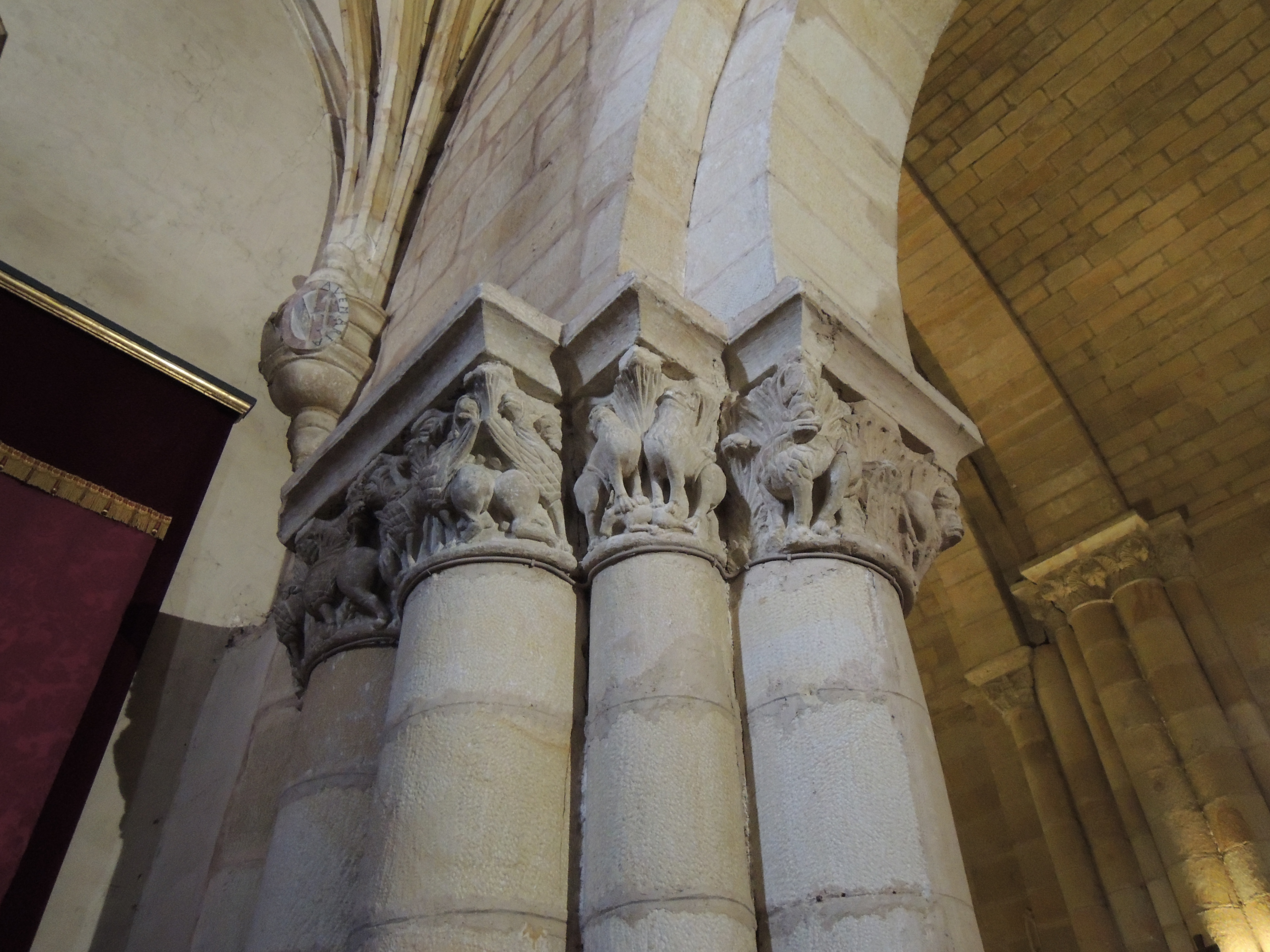
Декоративні капітелі в церкві
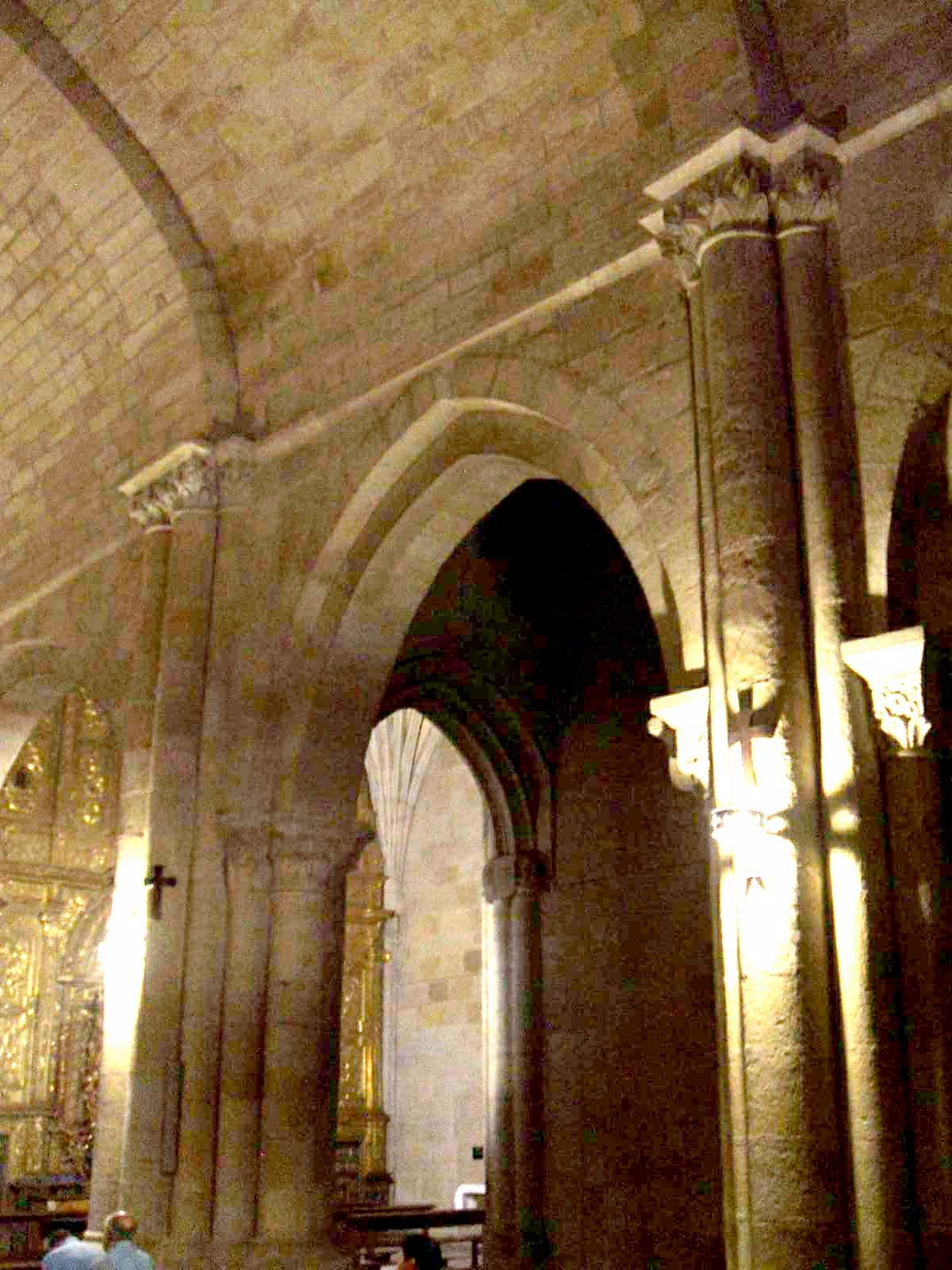
Аркада бічної нави
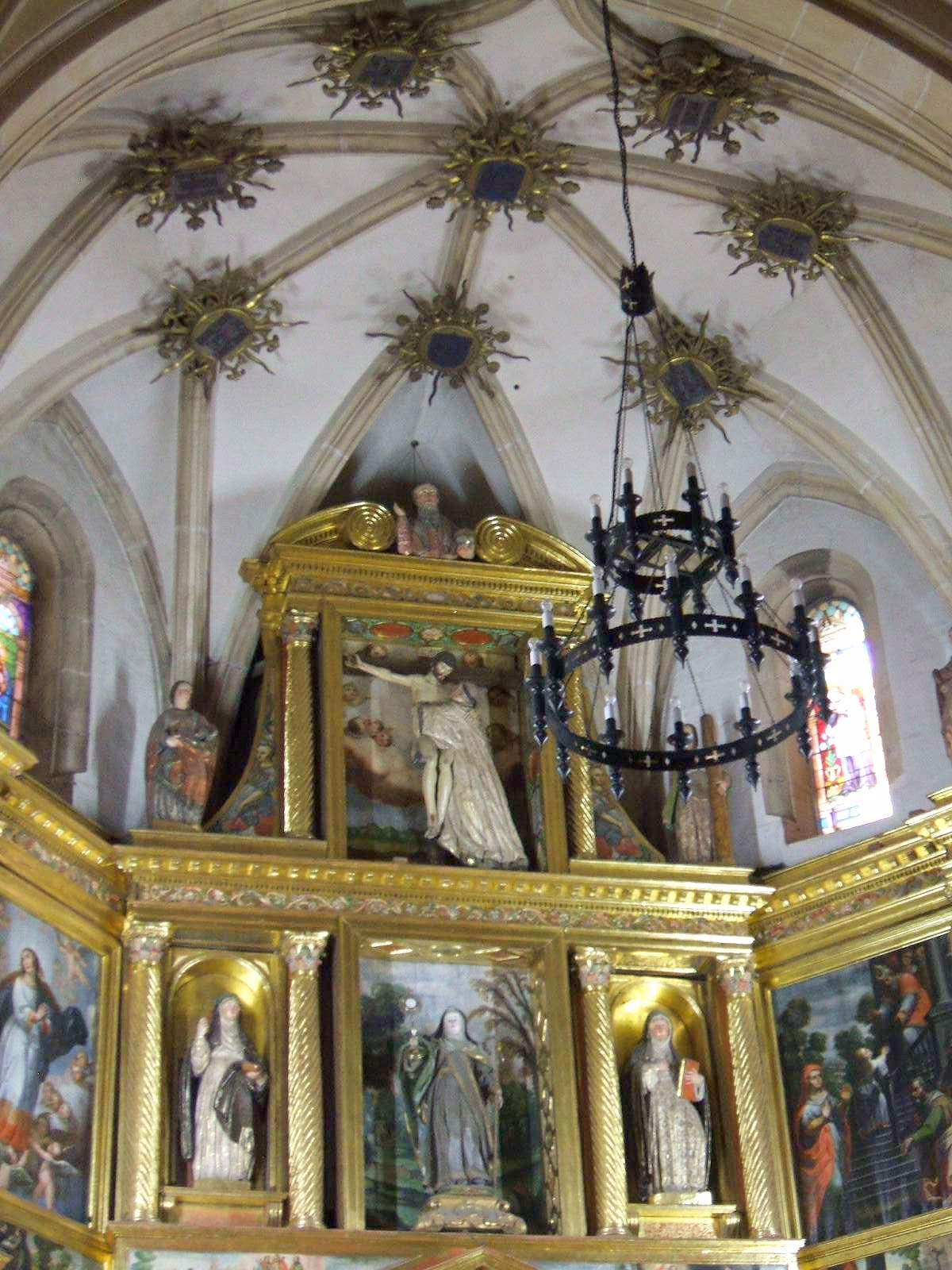
Склепіння над головним вівтрем церкви
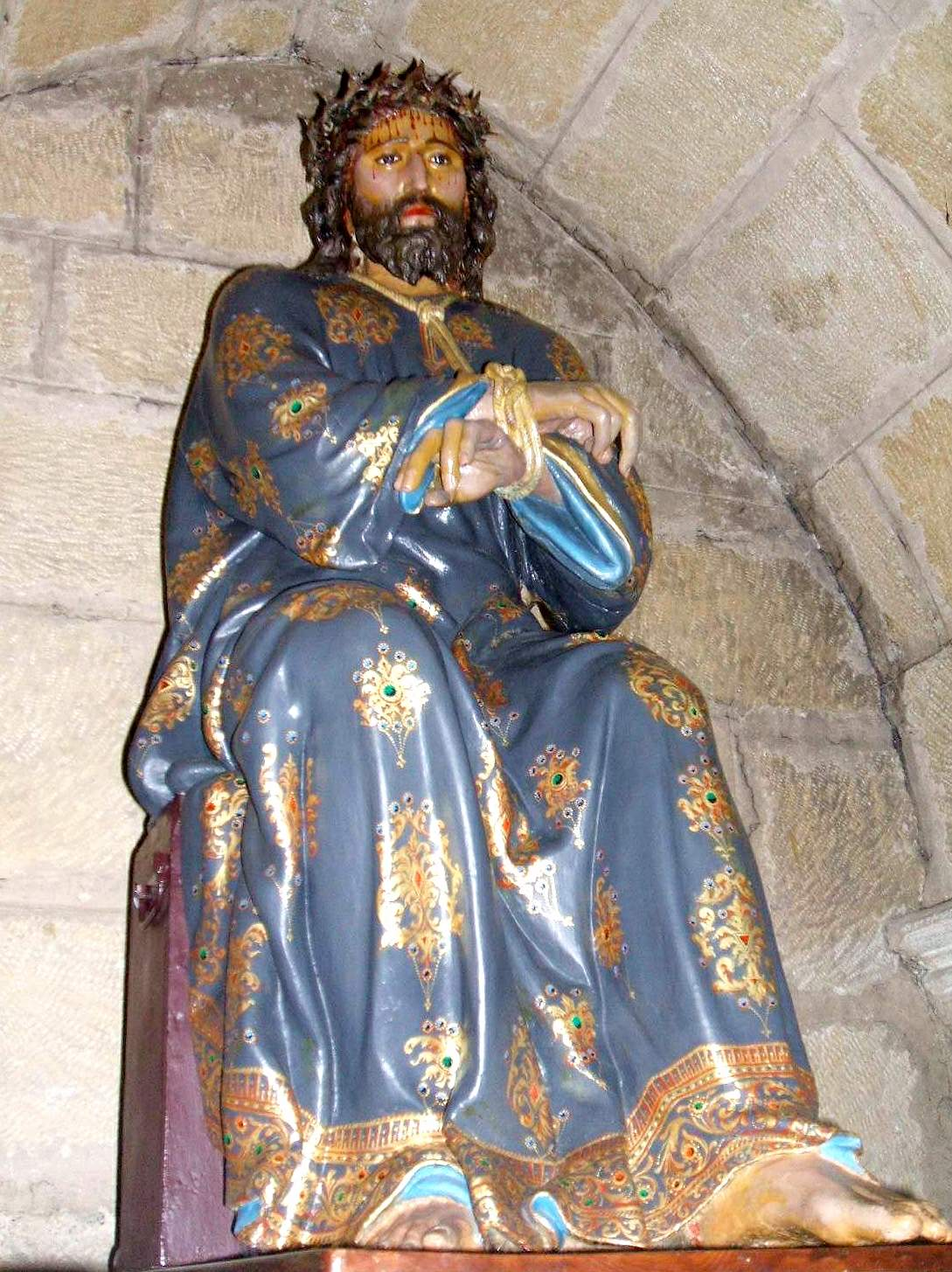
Св. Домінго
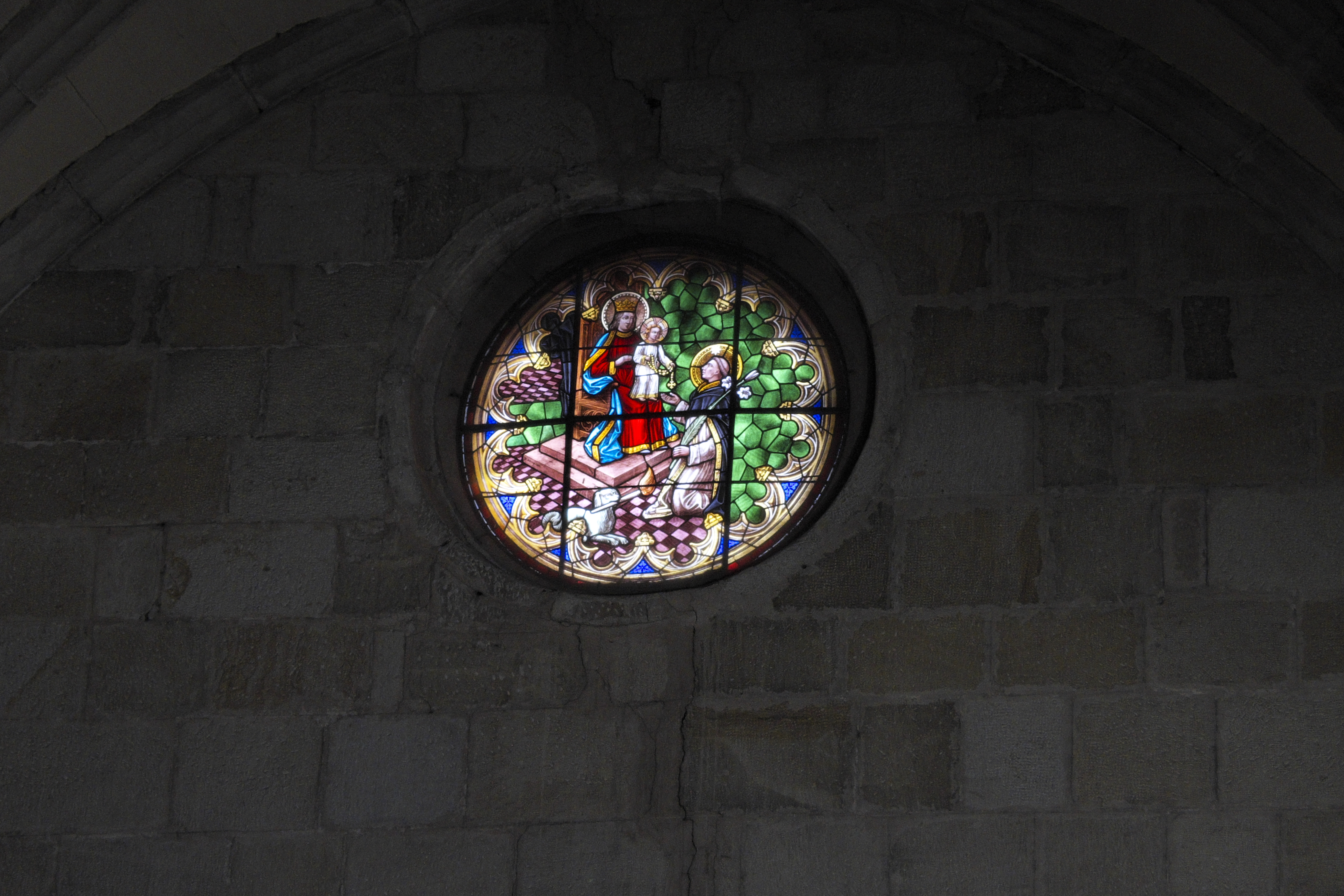
Вітраж у круглому вікні